# Любеж (річка)
Любеж — річка у Іванківському районі Київської області, ліва притока Жерева (басейн Дніпра).

## Опис
Довжина річки приблизно 9 км. Висота витоку річки над рівнем моря — 164 м, висота гирла — 137 м, падіння річки — 27 м, похил річки — 3,0 м/км. Сучасна річка формується з багатьох меліоративних каналів.

## Розташування
Бере початок на східній стороні від села Сидоровичі в урочищі Баби. Тече переважно на південний захід і на східній околиці села Рудня-Сидорівська впадає в річку Жерева, ліву притоку Тетерева.